# دیمیتریوس موویوس
دیمیتریوس موویوس (یونانی: Δημήτριος Μούγιος؛ زادهٔ ۱۳ اکتبر ۱۹۸۱) قایقران روئینگ اهل یونان است.